# Метгемальбумін
Метгемальбумін (MHA) — альбуміновий комплекс, який складається з альбуміну та гему.
Цей комплекс надає плазмі крові коричневого забарвлення й утворюється при захворюваннях, пов'язаних із гемолізом або кровотечею.
За його наявністю в плазмі розрізняють набряковий панкреатит і кровотечу.
Тест Шумма використовується для розрізнення внутрішньосудинного та зовнішньосудинного гемолізу, як при гемолітичних анеміях. Позитивний результат вказує на внутрішньосудинний гемоліз.